# مقاطعة أمانسي الغربية
مقاطعة أمانسي الغربية (بالإنجليزية: Amansie West District)‏ هي district of Ghana تقع في غانا في Manso Nkwanta. يقدر عدد سكانها بـ — نسمة ومساحتها 1,141 كم2 .